# Stormladder

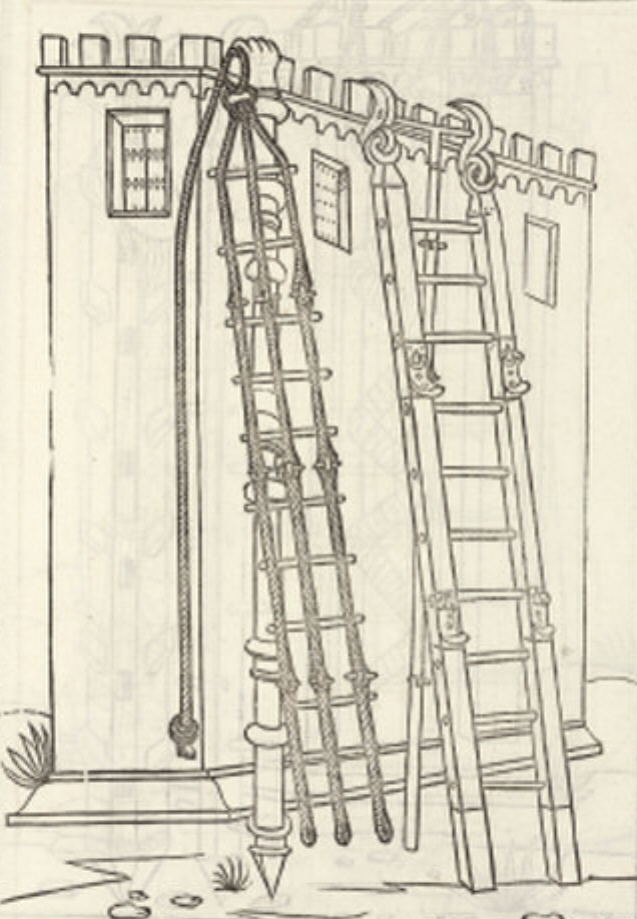
Twee stormladders.

Een stormladder is een lange ladder die in de oudheid en middeleeuwen tijdens een belegering werd gebruikt om verdedigingsmuren in te nemen.
De stormladder was er in verschillende varianten. De eenvoudigste vorm was een boomstam met inkepingen of eenvoudige trapsporten in de vorm van stukken rondhout die door gaten in de boomstam werden gestoken. Ook werden gewone ladders gebruikt. Bij een extra brede variant konden twee man naast elkaar naar boven klimmen.
Stormladders werden vaak in delen van 1,5 tot 2 meter vervoerd en ter plaatse in elkaar gezet. De lengte van de stormladder was afhankelijk van de hoogte van de muren, maar was meestal tussen de 10 en 20 meter. Bij lange ladders werd voor de stabiliteit vaak een steunstok die boven in een vork eindigde onder de ladder geplaatst. Aan de bovenkant van de ladder zaten twee haken waarmee de ladder zich over de muur vastzette en aan de onderkant zaten soms punten zodat de ladder niet kon wegglijden.
Stormladders werden ook wel gebruikt om de grachten van vestingen te kunnen oversteken. Ze werden dan als onderleggers over de gracht geworpen, met steunstokken ondersteund en met horden of planken bedekt. Zo ontstond een primitieve brug, enigszins vergelijkbaar met een biesbrug.

## Stormladders in de heraldiek
Het geslacht Van Arkel heeft (primitieve) stormladders in hun familiewapen geplaatst. Varianten op dit wapen vinden we terug in stads- en gemeentewapens in delen van Nederland.

Het wapen van de familie Van Arkel en het Land van Arkel